# Joseph M. Swing
Pour les articles homonymes, voir Swing.
Joseph M. Swing 28 février 1894 – 9 décembre 1984, né à Jersey City, New Jersey est un général américain de l'US Army pendant la Seconde Guerre mondiale.

## Biographie
Swing est diplômé de l'Académie militaire de West Point en 1915 dans la même classe que Dwight D. Eisenhower. Il débute dans l'armée durant la campagne de 1916 contre le révolutionnaire mexicain Pancho Villa.
Pendant la Première Guerre mondiale, Swing sert en France comme capitaine dans l'artillerie de campagne. 
En 1926, il obtient son diplôme d'étudiant de l'école d'artillerie de campagne à Fort Hood. Il sert ensuite comme instructeur à Fort Hood jusqu'en 1931. Réaffecté à Washington, DC, il est diplômé de l'Army War College à Washington en 1935. 
Il est Lieutenant général pendant la Seconde Guerre mondiale, Swing commande la 11e Division aéroportée dans le Pacifique Sud-Ouest. Après la capitulation des forces japonaises, le Régiment aéroporté du 11e a été choisi comme la première unité pour occuper le Japon et le 30 août 1945, il mène les premières troupes transportées par avion à Tokyo. Par la suite, il assume la responsabilité des forces d'occupation sur l'île de Hokkaidō. En Février 1948, Swing prend le commandement du Corps I, basée à Kyoto, au Japon.
Il retourne aux États-Unis en 1949 et devient commandant de l'Army War College à Fort Leavenworth, au Kansas. En 1951, il est nommé commandant de la sixième armée à San Francisco. Il sert jusqu'à sa retraite du service, le 28 février 1954.
Durant sa retraite de l'armée, le président Eisenhower, son ami et ancien camarade de classe, le nomme au poste de commissaire de l'immigration et de la naturalisation. Le Sénat confirme la candidature de Swing et il commence son mandat en tant que commissaire, le 24 mai 1954. Au cours de ses huit années à la tête de Immigration and Naturalization Service, Swing a réorganisé le service et les programmes mis en œuvre visant à réaliser une application plus agressive des politiques d'immigration et d'expulsion l'opération Wetback l'année de son entrée en fonction. Il s'est retiré de l'INS en 1961. 
Swing est décédé le 9 décembre 1984, à l'âge de 90 ans.

## Décorations
- Distinguished Service Cross
- Army Distinguished Service Medal
- Silver Star avec deux feuilles de chêne
- Legion of Merit
- Bronze Star with two oak leaf clusters
- Air Medal with oak leaf cluster